# Julian Thomas (Handballspieler)
Julian Thomas (* 4. Oktober 2002) ist ein deutscher Handballspieler, der bei den SGSH Dragons in der 3. Handball-Liga auf der Position des Rechtsaußen spielt.

## Karriere
Julian Thomas begann seine sportliche Laufbahn beim Bergischen HC, wo er die gesamte Jungabteilung durchlief und bereits erste Einsätze im Profiteam erhielt. 2021 wechselte er zum damaligen Zweitligisten TV Emsdetten. In der Spielzeit 2021/22 stieg er mit dem  TV Emsdetten in die 3. Handball-Liga ab. 2022/23 gewann er mit dem TV Emsdetten die Staffeleinteilung 3. Handball-Liga West, allerdings scheiterte der TV Emsdetten knapp am Aufstieg in die 2. Handball-Bundesliga. 2023/24 schloss der TV Emsdetten die Saison auf dem 2. Tabellenplatz in der 3. Handball-Liga Nord-West ab. Zur Saison 2024/25 unterschrieb Thomas bei den SGSH Dragons. Dort entwickelte er sich schnell zum Leistungsträger und verlängerte im März 2025 seinen Vertrag um ein weiteres Jahr.

## Persönliches
Julian Thomas arbeitet parallel zu seiner Handballkarriere als Steuerfachangestellter.